# On lui donna un fusil
On lui donna un fusil (They Gave Him a Gun) est un film américain réalisé par W. S. Van Dyke et sorti en 1937.

## Synopsis
Pendant la Première Guerre mondiale, le jeune Jimmy devient inopinément un héros en tuant à lui seul tous les Allemands qui se trouvaient dans un nid de mitrailleuses. Mais il est ensuite grièvement blessé et passe du temps dans un hôpital soigné par une infirmière, Rose, dont il tombe amoureux. Hélas, elle est déjà amoureuse d'ami de Jimmy, Fred, un aboyeur de carnaval. Cependant, quand Fred ne revient pas du champ de bataille, les deux pensent qu’il a été tué, alors qu’il a simplement été capturé et ils font donc des plans de mariage. Plus tard, Fred revient et décide de soutenir leur mariage, même si cela lui brise le cœur. Des années parès, Fred retrouve Jimmy et découvre qu'il est devenu un racketteur, qui utilise ses compétences de combat pour commettre des meurtres. Informant Rose, qui n’en avait aucune idée, cette dernière dénonce ensuite son mari à la police pour qu’il aille en prison. Mais Jimmy s’échappe de prison et tente d’emmener Rose avec lui mais Fred intervient. 
Se sentant indigne d'eux, Jimmy se suicide.

## Fiche technique
- Titre original : They Gave Him a Gun
- Réalisation : W. S. Van Dyke
- Scénario : Cyril Hume, Richard Maibaum, Maurice Rapf d'après l'œuvre de William J. Cowen
- Production : Metro-Goldwyn-Mayer
- Lieu de tournage : San Diego, Californie
- Musique : Sigmund Romberg
- Photographie : Harold Rosson
- Montage : Ben Lewis
- Durée : 94 minutes
- Dates de sortie : 
  - États-Unis : 7 mai 1937
  - France : 19 décembre 1937

## Distribution
- Spencer Tracy : Fred P. Willis
- Gladys George : Rose Duffy
- Franchot Tone : James 'Jimmy' Davis
- Edgar Dearing : Sgt. Meadowlark
- Mary Treen : Saxe
- Cliff Edwards : Laro
- Charles Trowbridge : Juge
- Ward Bond
- Ralph Byrd
- Horace McMahon